# Женщины в Черногории

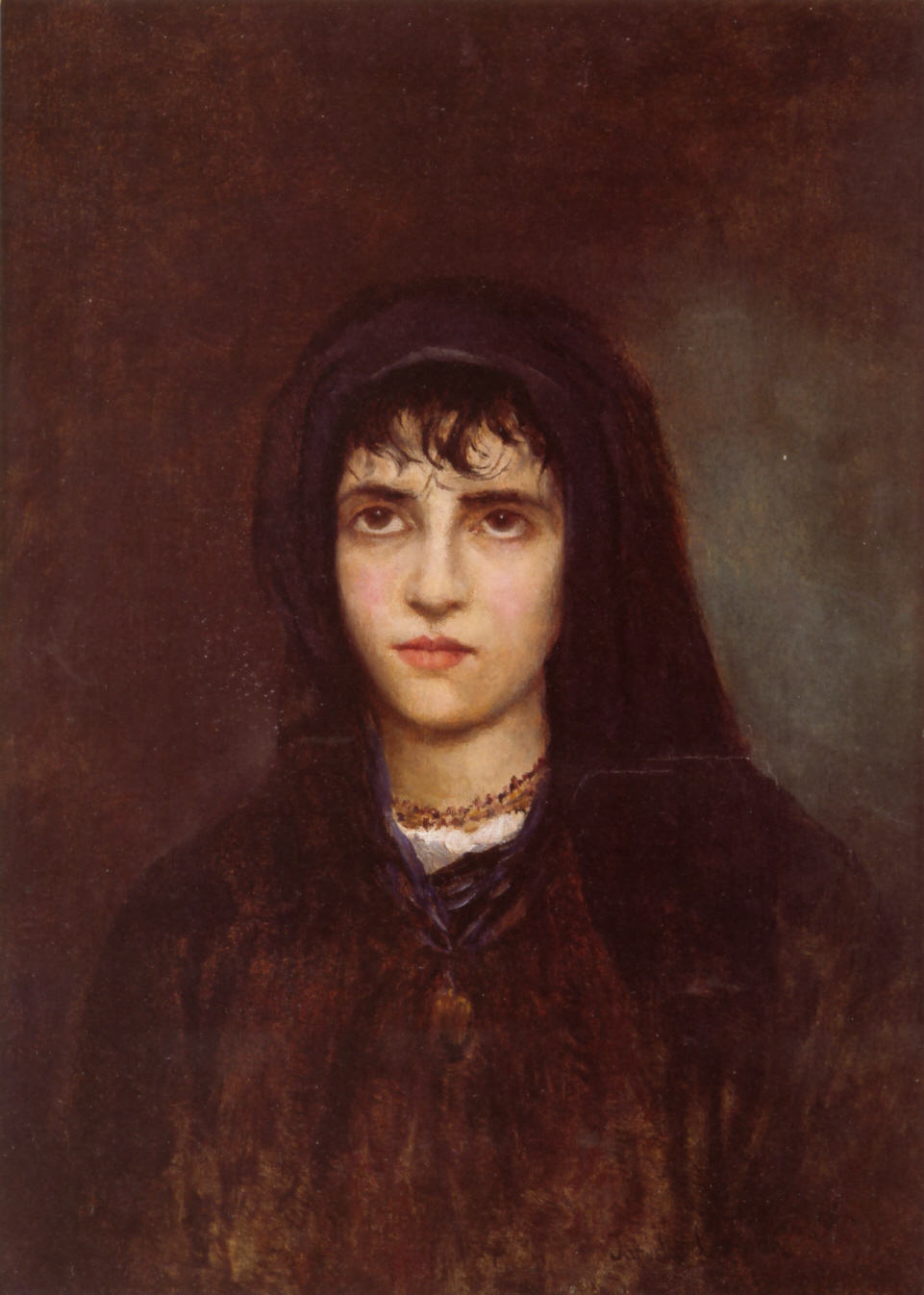
Ярослав Чермак. «Черногорка». 1865 год

Женщины в Черногории играют важную роль в жизни общества. В современном обществе наблюдается более уважительное отношение к женщинам по сравнению с ситуацией вековой давности.

## История
Одно из наиболее ранних описаний их роли в черногорском обществе давала газета The New York Times 5 ноября 1880 года, иронически отмечая, что хотя женщины и мужчины делят работу в поле поровну, при этом при переходах женщина сама несёт все вещи, которые собрал муж. Женщины, по словам той же газеты, вели домашнее хозяйство, занимались вязанием и прядением. Нидерландский писатель Генри ван дер Мандере ещё более критически оценивал роль женщины в черногорском обществе: он утверждал, что жена фактически бесправна и обязана только нести поклажу вслед за мужем, а дочь обязана подчиняться воле отца; сравнивал женщину с рабом и тягловым животным, которой не разрешалось сидеть за одним столом с мужчинами; красота же черногорских девушек таяла, когда они уже становились жёнами. По словам антрополога Зорки Милич, отношение к женщине зависело также от того, сколько у неё сыновей и дочерей: уважением пользовались женщины, у которых было много сыновей.
Ситуация изменилась после Народно-освободительной войны Югославии, когда женщинам предоставили право на получение среднего и высшего образования, участия общественно-политической жизни и т.д., но при этом среди представителей старшего поколения всё ещё сильны убеждения, что женщина обязана в первую очередь заботиться о хозяйстве и детях

## Роль женщин в обществе
Женщины Черногории считаются одними из самых высоких в мире (средний рост 171 см). В рейтинге фертильности (числа детей на одну женщину), по данным Всемирного банка, с 2002 по 2010 годы наблюдается снижение (с 1,77 в 2002 году до 1,66 в 2010 году). Согласно современному законодательству Черногории, мужчины и женщины равны в правах. Также все женщины вне зависимости от возраста обязаны иметь одинаковые права и возможности во всех сферах жизни, согласно Национальному плану по достижению полового равенства; им же гарантируется защита от насилия (в том числе и сексуального).
В зависимости от региона женщины могут проживать как в консервативной патриархальной части черногорского общества, так и в более современном, матриархальном. В семье, как правило, главой является именно мужчина, а женщина помогает ему вести хозяйство. По словам телеканала «Аль-Джазира», в старину в черногорском обществе рождение дочери не всегда приветствовалось, поскольку род должен был продолжать сын, вследствие чего начались аборты, которые имеют место и по сей день. Консервативные круги, однако, борются против подобных действий, вводя социальную рекламу с призывами запретить аборты.

## Знаменитые черногорки
- Елена Черногорская (1873—1852), принцесса Черногории, в браке с Виктором Эммануилом III — королева Италии.
- Дивна Векович (1886—1944), первая женщина-врач в Черногории и переводчица (автор перевода на французский поэмы «Горный венец» авторства Петра II Петровича-Негоша и стихов Йована Йовановича-Змая)[6].
- Восемь женщин, удостоенных звания Народных героев Югославии благодаря вкладу в победу над фашизмом в Народно-освободительной войне Югославии:
  - Джина Врбица
  - Милица Вучинич
  - Елица Машкович
  - Вукица Митрович
  - Вукосава Мичунович[серб.]
  - Добрила Ойданич[серб.]
  - Любица Попович
  - Елена Четкович
- Дамьянович, Саня (р. 1976), физик-ядерщик, доктор философии по физике, министр образования с 2016 года